# S. Cofré
S. Cofré   (segle XX) és o va ser una astrònoma xilena de la Universitat de Xile i co-descobridora d'11 planetes menors juntament amb l'astrònom xilè Carlos Torres de l'observatori astronòmic de Cerro El Roble (Xile), el 1968.
Un dels seus co-descobriments és l'asteroide del cinturó principal interior de 10 km i membre de la família d'Eos, (1992) Galvarino, anomenat així pel guerrer maputxe Galvarino del segle XVI.

## Llista de planetes menors descoberts
| (1973) Colocolo                     | 18 de juliol de 1968 | MPC [1] |
| (1974) Caupolican                   | 18 de juliol de 1968 | MPC [1] |
| (1992) Galvarino                    | 18 de juliol de 1968 | MPC [1] |
| (2028) Janequeo                     | 18 de juliol de 1968 | MPC [1] |
| (2654) Ristenpart                   | 18 de juliol de 1968 | MPC [1] |
| (4878) Gilhutton                    | 18 de juliol de 1968 | MPC [1] |
| (5659) Vergara                      | 18 de juliol de 1968 | MPC [1] |
| (8605) 1968 OH                      | 18 de juliol de 1968 | MPC [1] |
| (17350) 1968 OJ                     | 18 de juliol de 1968 | MPC [1] |
| (27655) 1968 OK                     | 18 de juliol de 1968 | MPC [1] |
| (43722) Carloseduardo               | 18 de juliol de 1968 | MPC [1] |
| 1 Descobert junt amb Carlos Torres. |                      |         |